# Lista dos canais com mais inscritos do YouTube
Este artigo lista os cinquenta canais com mais inscritos na plataforma de vídeo YouTube. A capacidade de se inscrever em canais foi introduzida em outubro de 2005, e o site começou a publicar uma lista de seus canais mais assinados até maio de 2006, quando Smosh, com menos de três mil assinantes, ocupava a posição número um. O canal mais assinado do YouTube atualmente é o MrBeast, que acumulou mais de 372 milhões de inscritos desde 2012.
Mais de 10 canais diferentes já foram os mais assinados na história do YouTube: Smosh, Judson Laipply, Brookers, geriatric1927, lonelygirl15, nigahiga, Fred, Ray (antes RayWilliamJohnson), PewDiePie, YouTube (antes YouTube Spotlight) e T-Series.[carece de fontes?]

## Canais com mais inscritos

### Global
A tabela a seguir lista os cinquenta canais mais assinados do YouTube, além da rede e do idioma de cada canal. Canais marcados como "Gerado automaticamente pelo YouTube" (como Música, Jogos, Esportes e Filmes) e canais cujo conteúdo foi transferido (como JustinBieberVEVO e RihannaVEVO) estão excluídos. Em outubro de 2023, vinte e sete dos cinquenta canais produziram principalmente conteúdo em inglês e quatro em português.[carece de fontes?]
| Posição | Canal                                         | Inscritos (milhões) | Rede                  | Idioma principal | Categoria de conteúdo |
| ------- | --------------------------------------------- | ------------------- | --------------------- | ---------------- | --------------------- |
| 1.      | MrBeast                                       | 410                 | —                     | Inglês           | Entretenimento        |
| 2.      | T-Series                                      | 297                 | T-Series              | Hindi            | Música                |
| 3.      | Cocomelon - Nursery Rhymes                    | 192                 | Fullscreen            | Inglês           | Educativo             |
| 4.      | SET India                                     | 183                 | SET                   | Hindi            | Entretenimento        |
| 5.      | Vlad and Niki                                 | 138                 |                       | Inglês           | Entretenimento        |
| 6.      | Kids Diana Show                               | 133                 | —                     | Inglês           | Entretenimento        |
| 7.      | Like Nastya                                   | 127                 | —                     | Russo            | Entretenimento        |
| 8.      | Stokes Twins                                  | 123                 | —                     | Inglês           | Entretenimento        |
| 9.      | Zee Music Company                             | 116                 | —                     | Hindi            | Música                |
| 10.     | PewDiePie                                     | 110                 |                       | Inglês           | Entretenimento        |
| 11.     | WWE                                           | 108                 | WWE                   | Inglês           | Desportos             |
| 12.     | Goldmines                                     | 104                 | YG Entertainment      | Hindi            | Filme                 |
| 13.     | 김프로KIMPRO                                  | 101                 |                       | Coreano          | Entretenimento        |
| 14.     | Sony SAB[carece de fontes?]                   | 100                 | —                     | Hindi            | Filme                 |
| 15.     | BlackPink                                     | 96.4                |                       | Coreano          | Música                |
| 16.     | ChuChu TV                                     | 95.8                | ChuChu Tv Studios     | Inglês           | Educativo             |
| 17.     | Alan's Universe[carece de fontes?]            | 90.5                | —                     | Inglês           | Música                |
| 18.     | Zee TV                                        | 89.2                | —                     | Hindi            | Entretenimento        |
| 19.     | Pinkfong Baby Shark - Kids' Songs & Stories   | 81.3                |                       | Inglês           | Educativo             |
| 20.     | 5-Minute Crafts[carece de fontes?]            | 81                  | —                     | Coreano          | Música                |
| 21.     | BTS[carece de fontes?]                        | 80.1                | —                     | Inglês           | Entretenimento        |
| 22.     | Colors TV                                     | 80                  |                       | Hindi            | Entretenimento        |
| 23.     | A4[carece de fontes?]                         | 78.1                | —                     | Hindi            | Educativo             |
| 24.     | HYBE LABELS                                   | 76.9                | Big Hit Entertainment | Coreano          | Música                |
| 25.     | ZAMZAM ELECTRONICS TRADING[carece de fontes?] | 76.6                | HT Mobile             | Árabe            | Música                |
| 26.     | T-Series Bhakti Sagar                         | 75.6                | T-Series              | Hindi            | Música                |
| 27.     | Justin Bieber                                 | 75.2                | —                     | Inglês           | Filmes                |
| 28.     | UR Cristiano                                  | 74.6                | —                     | Português        | Esportes              |
| 29.     | Tips Official                                 | 74.5                |                       | Hindi            | Entretenimento        |
| 30.     | Toys and Colors[carece de fontes?]            | 74.2                | —                     | Inglês           | Música                |
| 31.     | Shemaroo Filmi Gaane                          | 71.6                |                       | Hindi            | Música                |
| 32.     | KL BRO Biju Rithvik[carece de fontes?]        | 71.1                | —                     | Hindi            | Entretenimento        |
| 33.     | Aaj Tak                                       | 70.9                | Living Media Group    | Hindi            | Notícias              |
| 34.     | Infobells - Hindi[carece de fontes?]          | 69.3                | —                     | Russo            | Entretenimento        |
| 35.     | El Reino Infantil                             | 68.6                | Leader Music          | Espanhol         | Educativo             |
| 36.     | Canal KondZilla                               | 67.7                | Kondzilla             | Português        | Música                |
| 37.     | Mark Rober[carece de fontes?]                 | 67.7                | —                     | Inglês           | Entretenimento        |
| 38.     | HAR PAL GEO[carece de fontes?]                | 67.3                | —                     | Hindi            | Música                |
| 39.     | Fede Vigevani[carece de fontes?]              | 66.4                | —                     | Inglês           | Entretenimento        |
| 40.     | Wave Music[carece de fontes?]                 | 65.3                | Wave Music            | Inglês           | Filmes                |
| 42.     | YRF                                           | 64.9                | Yash Raj Chopra       | Hindi            | Música                |
| 43.     | Sony Music India                              | 65                  | Sony BMG              | Hindi            | Música                |
| 44.     | EminemMusic                                   | 64.6                | —                     | Inglês           | Música                |
| 48.     | Movieclips[carece de fontes?]                 | 63.9                | —                     | Boiapuri         | Entretenimento        |
| 45.     | Alejo Igoa[carece de fontes?]                 | 63.2                | —                     | Inglês           | Entretenimento        |
| 46.     | ARY Digital HD[carece de fontes?]             | 62.5                | —                     | Inglês           | Entretenimento        |
| 47.     | Topper Guild                                  | 61.4                | TOP TEAM              | Inglês           | Educativo             |
| 48.     | YOLO AVENTURAS[carece de fontes?]             | 61.3                | —                     | Inglês           | Entretenimento        |
| 49.     | Dude Perfect                                  | 61                  | —                     | Inglês           | Esportes              |
| 50.     | Taylor Swift[carece de fontes?]               | 60.9                | ONErpm                | Inglês           | Entretenimento        |

### Em português

#### 10 canais com mais inscritos do Brasil
| Posição           | Canal                     | Inscritos (milhões) | Categoria      |
| ----------------- | ------------------------- | ------------------- | -------------- |
| 1.                | Canal KondZilla           | 67,8                | Música         |
| 2.                | Bispo Bruno Leonardo      | 59,7                | Religião       |
| 3.                | LUCCAS NETO - LUCCAS TOON | 52,5                | Entretenimento |
| 4.                | Maria Clara & JP          | 47,9                | Entretenimento |
| 5.                | Felipe Neto               | 47,4                | Entretenimento |
| 6.                | Você Sabia?               | 46,4                | Curiosidades   |
| 7.                | Whindersson Nunes         | 44,8                | Comédia        |
| 8.                | Enaldinho                 | 42,6                | Entretenimento |
| 9.                | GR6 EXPLODE               | 42,3                | Música         |
| 10.               | Spider Slack              | 38                  | Entretenimento |
| 9 de maio de 2025 |                           |                     |                |

#### 10 canais com mais inscritos de Portugal
| Rank                 | Canal                          | Inscritos (milhões) | Categoria      |
| -------------------- | ------------------------------ | ------------------- | -------------- |
| 1.                   | UR Cristiano                   | 76,2                | Esportes       |
| 2.                   | Nick Jr. em Português          | 7,24                | Filmes         |
| 3.                   | WildBrain em Português         | 5,29                | Pessoas        |
| 4.                   | SirKazzio                      | 4,89                | Entretenimento |
| 5.                   | D4rkFrame                      | 4,88                | Entretenimento |
| 6.                   | Temperos e Sabores             | 4,83                | Culinária      |
| 7.                   | Detección Metálica             | 4,23                | Pessoas        |
| 8.                   | Maya e Mary - Canções infantis | 3,92                | Música         |
| 9.                   | TechZone                       | 3,9                 | Pessoas        |
| 10.                  | Wuant                          | 3,7                 | Entretenimento |
| 28 de agosto de 2024 |                                |                     |                |

## Progressão histórica dos canais mais assinados
A tabela a seguir lista os dezesseis canais do YouTube que mais recentemente foram os mais inscritos no site, desde maio de 2006.
| Canal                           | Data atingida          | Dias mantidos | Referência                  |
| ------------------------------- | ---------------------- | ------------- | --------------------------- |
| Smosh                           | 17 de maio de 2006     | 26            | [ 3 ] [ 47 ]                |
| Judson Laipply                  | 12 de junho de 2006    | 21            | [ 48 ] [ 49 ] [ 50 ]        |
| Brookers                        | 3 de julho de 2006     | 45            | [ 51 ] [ 52 ] [ 53 ]        |
| geriatric1927                   | 17 de agosto de 2006   | 31            | [ 54 ] [ 55 ]               |
| lonelygirl15                    | 17 de setembro de 2006 | 221           | [ 56 ] [ 57 ] [ 58 ] [ 59 ] |
| Smosh                           | 26 de abril de 2007    | 517           | [ 47 ] [ 60 ]               |
| nigahiga                        | 24 de setembro de 2008 | 12            | [ 61 ] [ 62 ]               |
| Fяᴇᴅ                            | 6 de outubro de 2008   | 318           | [ 62 ] [ 63 ]               |
| nigahiga                        | 20 de agosto de 2009   | 677           | [ 61 ] [ 64 ] [ 65 ]        |
| Ray William Johnson             | 28 de junho de 2011    | 564           | [ 66 ] [ 67 ] [ 68 ]        |
| Smosh                           | 12 de janeiro de 2013  | 215           | [ 47 ] [ 69 ] [ 70 ]        |
| PewDiePie                       | 15 de agosto de 2013   | 80            | [ 71 ]                      |
| YouTube Spotlight               | 2 de novembro de 2013  | 36            | [ 72 ] [ 73 ]               |
| PewDiePie                       | 8 de dezembro de 2013  | 4             | [ 71 ] [ 49 ]               |
| YouTube Spotlight               | 12 de dezembro de 2013 | 11            | [ 72 ] [ 74 ] [ 75 ]        |
| PewDiePie                       | 23 de dezembro de 2013 | 1920          | [ 71 ] [ 79 ] [ 80 ]        |
| T-Series                        | 27 de março de 2019    | 5             | [ 81 ] [ 82 ]               |
| PewDiePie                       | 1 de abril de 2019     | 13            | [ 83 ]                      |
| T-Series                        | 14 de abril de 2019    | 1875          | [ 84 ]                      |
| MrBeast                         | 1 de junho de 2024     | 423           | [ 85 ]                      |
| A partir de 29 de julho de 2025 |                        |               |                             |

### Linha do tempo
Cronologia dos canais com mais assinantes do YouTube (maio de 2006 – janeiro de 2025)

## Marcos e reações
| Canal               | Marco de inscritos | Data alcançada         | Referência |
| ------------------- | ------------------ | ---------------------- | ---------- |
| geriatric1927       | 25,000             | 3 de setembro de 2006  | [ 86 ]     |
| lonelygirl15        | 50,000             | Novembro de 2006       | [ 87 ]     |
| Smosh               | 100,000            | Junho de 2007          | [ 88 ]     |
| FRED                | 1 milhão           | 7 de abril de 2009     | [ 89 ]     |
| nigahiga            | 2 milhões          | 13 de março de 2010    | [ 90 ]     |
| Ray William Johnson | 5 milhões          | 15 de novembro de 2011 | [ 91 ]     |
| Smosh               | 10 milhões         | 25 de maio de 2013     | [ 92 ]     |
| PewDiePie           | 20 milhões         | 9 de janeiro de 2014   | [ 93 ]     |
| PewDiePie           | 50 milhões         | 8 de dezembro de 2016  | [ 94 ]     |
| T-Series            | 100 milhões        | 29 de maio de 2019     | [ 95 ]     |
| T-Series            | 200 milhões        | 30 de novembro de 2021 | [ 96 ]     |
| MrBeast             | 300 milhões        | 10 de julho de 2024    | [ 97 ]     |

Após a terceira vez que Smosh se tornou o canal do YouTube mais subscrito, Ray William Johnson colaborou com a dupla. Uma enxurrada de tops do YouTube, incluindo Ryan Higa, Shane Dawson, Felix Kjellberg, Michael Buckley, Kassem Gharaibeh, The Fine Brothers e o próprio Johnson, parabenizaram a dupla pouco depois de terem superado Johnson como o canal mais subscritos.[carece de fontes?]

### PewDiePie vs T-Series
Após um aumento na contagem de assinantes da T-Series a partir de janeiro de 2018, a T-Series estava acumulando milhões de assinantes a uma taxa muito rápida. No final de setembro de 2018, o T-Series tinha quase o mesmo número de assinantes do PewDiePie, o canal do YouTube com maior número de assinantes, com o PewDiePie estando à frente apenas por alguns milhares diversas vezes. Como resposta, os fãs do PewDiePie e outros youtubers mostraram seu apoio ao PewDiePie na competição PewDiePie vs T-Series. No final da competição,  o T-Series ultrapassou o PewDiePie,  que hoje se encontra em sexto lugar.